# Milo Anderson
Milo Anderson est un costumier de cinéma américain, né le 9 mai 1910 à Chicago (Illinois), mort le 3 novembre 1984 à Los Angeles (Californie).

## Biographie
Milo Anderson débute au cinéma en 1932 et mène sa carrière principalement au sein de la Warner Bros. Ainsi, on lui doit les costumes de nombreux films biens connus, comme Les Aventures de Robin des Bois de Michael Curtiz en 1938 (avec Errol Flynn et Olivia de Havilland), ou Gentleman Jim de Raoul Walsh en 1942 (avec Errol Flynn et Alexis Smith), deux réalisateurs avec qui il travaille régulièrement.
Parmi les autres réalisateurs avec lesquels il collabore, mentionnons Lloyd Bacon (ex. : Prologues en 1933, avec James Cagney et Joan Blondell), William Dieterle (ex. : La Vie de Louis Pasteur en 1935, avec Paul Muni et Josephine Hutchinson), Howard Hawks (ex. : Le Port de l'angoisse en 1944, avec Humphrey Bogart et Lauren Bacall), Alfred Hitchcock (un seul film en 1950, Le Grand Alibi, avec Jane Wyman et Marlène Dietrich) et Mervyn LeRoy (ex. : Anthony Adverse en 1936, avec Fredric March et Olivia de Havilland).
Milo Anderson contribue en tout à 200 films américains (dont plusieurs westerns) — souvent pour les seuls costumes féminins (robes essentiellement) —, le dernier en 1956, année où il se retire.

## Filmographie partielle
- 1932 : Kid d'Espagne ou Le Roi de l'arène (The Kid from Spain) de Leo McCarey
- 1933 : Prologues (Footlight Parade) de Lloyd Bacon et Busby Berkeley
- 1935 : Le Songe d'une nuit d'été (A Midsummer Night's Dream) de William Dieterle et Max Reinhardt
- 1935 : Capitaine Blood (Captain Blood) de Michael Curtiz
- 1936 : La Vie de Louis Pasteur (The Story of Louis Pasteur) de William Dieterle
- 1936 : Frivolités (en) (Sing Me a Love Song) de Ray Enright
- 1936 : Les Verts Pâturages (The Green Pastures) de Marc Connelly et William Keighley
- 1936 : Anthony Adverse de Mervyn LeRoy
- 1936 : La Charge de la brigade légère (The Charge of the Light Brigade) de Michael Curtiz
- 1937 : Septième District (The Great O'Malley) de William Dieterle
- 1937 : Le Grand Garrick (The Great Garrick) de James Whale
- 1937 : Monsieur Dodd prend l'air (Mr. Dodd takes the Air) d'Alfred E. Green
- 1937 : Le Prince et le Pauvre (The Prince and the Pauper) de William Keighley et William Dieterle
- 1937 : La Légion noire (Black Legion) d'Archie Mayo et Michael Curtiz
- 1937 : La Vie d'Émile Zola (The Life of Emile Zola) de William Dieterle
- 1938 : Troubles au Canada (en) (Heart of the North) de Lewis Seiler
- 1938 : Joyeux Compères (Cowboy from Brooklyn) de Lloyd Bacon
- 1938 : Les Cadets de Virginie (Brother Rat) de William Keighley
- 1938 : La Peur du scandale (Fools for Scandal) de Mervyn LeRoy et Bobby Connolly
- 1938 : Les Aventures de Robin des Bois (The Adventures of Robin Hood) de Michael Curtiz
- 1938 : La Vallée des géants (Valley of the Giants) de William Keighley
- 1938 : Le Vantard (Boy meets Girl) de Lloyd Bacon
- 1938 : Le Mystérieux Docteur Clitterhouse (The Amazing Dr. Clitterhouse) d'Anatole Litvak
- 1938 : La Bataille de l'or (Gold is where you Find it) de Michael Curtiz
- 1938 : Nancy Drew... Detective de William Clemens
- 1939 : Jeunesse triomphante (Dust Be My Destiny) de Lewis Seiler
- 1939 : Agent double (Espionage Agent) de Lloyd Bacon
- 1939 : Nous ne sommes pas seuls (We are Not Alone) d'Edmund Goulding
- 1939 : Nancy Drew... Reporter de William Clemens
- 1939 : Les Conquérants (Dodge City) de Michael Curtiz
- 1939 : Les Aveux d'un espion nazi (Confessions of a Nazi Spy) d'Anatole Litvak
- 1939 : Le Châtiment (You can't get away with Murder) de Lewis Seiler
- 1939 : Je suis un criminel (They made Me a Criminal) de Busby Berkeley
- 1939 : Nancy Drew... Trouble Shooter de William Clemens
- 1939 : Les Fantastiques Années 20 (The Roaring Twenties) de Raoul Walsh
- 1939 : Le Retour du docteur X (The Return of Doctor X) de Vincent Sherman
- 1939 : Les Fils de la Liberté (Sons of Liberty) de Michael Curtiz (court métrage)
- 1939 : Nancy Drew et l'escalier secret (Nancy Drew and the Hidden Staircase) de William Clemens
- 1939 : En surveillance spéciale (Invisible Stripes de Lloyd Bacon
- 1939 : A Child Is Born de Lloyd Bacon
- 1940 : Une femme dangereuse (They drive by Night) de Raoul Walsh
- 1940 : La Femme aux cheveux rouges (Lady with Red Hair) de Curtis Bernhardt
- 1940 : La Piste de Santa Fe (Santa Fe Trail) de Michael Curtiz
- 1940 : Knute Rockne, All American de Lloyd Bacon
- 1940 : An Angel from Texas de Ray Enright
- 1941 : La Charge fantastique (They died with their Boots on) de Raoul Walsh
- 1941 : La Grande Évasion (High Sierra) de Raoul Walsh
- 1941 : Jimmy s'en va-t-en guerre (You're in the Army Now) de Lewis Seiler
- 1941 : L'Entraîneuse fatale (Manpower) de Raoul Walsh
- 1942 : La Glorieuse Parade (Yankee Doodle Dandy) de Michael Curtiz
- 1942 : Gentleman Jim de Raoul Walsh
- 1942 : Le Caïd (The Big Shot) de Lewis Seiler
- 1942 : Griffes jaunes (Across the Pacific) de John Huston
- 1942 : Sabotage à Berlin (Desperate Journey) de Raoul Walsh
- 1942 : Wings for the Eagle de Lloyd Bacon
- 1943 : Remerciez votre bonne étoile (Thank your Lucky Stars) de David Butler
- 1943 : Convoi vers la Russie (Action in the North Atlantic) de Lloyd Bacon, Byron Haskin et Raoul Walsh
- 1943 : Intrigues en Orient (Background to Danger) de Raoul Walsh
- 1943 : Air Force d'Howard Hawks
- 1944 : L'amour est une mélodie (Shine on Harvest Moon) de David Butler
- 1944 : Hollywood Canteen de Delmer Daves
- 1944 : Le Port de l'angoisse (To Have and Have Not) d'Howard Hawks
- 1945 : San Antonio de David Butler, Robert Florey et Raoul Walsh
- 1945 : Joyeux Noël dans le Connecticut (Christmas in Connecticut) de Peter Godfrey
- 1945 : The Horn Blows at Midnight de Raoul Walsh
- 1945 : Le Roman de Mildred Pierce (Mildred Pierce) de Michael Curtiz
- 1945 : L'Orgueil des marines (Pride of the Marines) de Delmer Daves
- 1945 : Rhapsodie en bleu (Rhapsody in Blue) d'Irving Rapper
- 1946 : La Fille et le Garçon (The Time, the Place and the Girl) de David Butler
- 1946 : Nuit et Jour (Night and Day) de Michael Curtiz
- 1946 : L'Emprise (Of Human Bondage), d'Edmund Goulding
- 1946 : La Vie passionnée des sœurs Brontë (Devotion) de Curtis Bernhardt
- 1947 : Wyoming Kid (Cheyenne) de Raoul Walsh
- 1947 : La Cité magique (Magic Town) de William A. Wellman
- 1947 : Mon père et nous (Life with Father) de Michael Curtiz
- 1947 : Le crime était presque parfait (The Unsuspected) de Michael Curtiz
- 1947 : La Seconde Madame Carroll (The Two Mrs. Carrolls) de Peter Godfrey
- 1947 : L'Homme que j'aime (The Man I Love), de Raoul Walsh
- 1948 : Ombres sur Paris (To the Victor) de Delmer Daves
- 1948 : Johnny Belinda de Jean Negulesco
- 1948 : Romance à Rio (Romance on the High Seas) de Michael Curtiz
- 1949 : Il y a de l'amour dans l'air (My Dream is Yours) de Michael Curtiz et Friz Freleng
- 1949 : L'Extravagant M. Philips (A Kiss in the Dark) de Delmer Daves
- 1949 : Les Chevaliers du Texas (South of St. Louis) de Ray Enright
- 1949 : Le Rebelle (The Fountainhead) de King Vidor
- 1950 : Les Cadets de West Point (The West Point Story) de Roy Del Ruth
- 1950 : La Femme aux chimères (Young Man with a Horn) de Michael Curtiz
- 1950 : Du sang sur le tapis vert (Backfire) de Vincent Sherman
- 1950 : La Ménagerie de verre (The Glass Menagerie) d'Irving Rapper
- 1950 : Le Grand Alibi (Stage Fright) d'Alfred Hitchcock
- 1951 : Escale à Broadway (Lullaby of Broadway) de David Butler
- 1951 : La Femme au voile bleu (The Blue Veil) de Curtis Bernhardt
- 1951 : Storm Warning de Stuart Heisler
- 1951 : Elle cherche un millionnaire (Painting the Clouds with Sunshine) de David Butler
- 1951 : Les Amants du crime (Tomorrow is Another Day) de Felix E. Feist
- 1951 : Le Bal du printemps (On Moonlight Bay) de Roy Del Ruth
- 1951 : Le Chevalier du stade (Jim Thorpe : All-American) de Michael Curtiz
- 1953 : Mon grand (So Big !) de Robert Wise
- 1953 : La Taverne des révoltés (The Man behind the Gun) de Felix E. Feist
- 1956 : Immortel Amour de Rudolph Maté

## Galerie de costumes

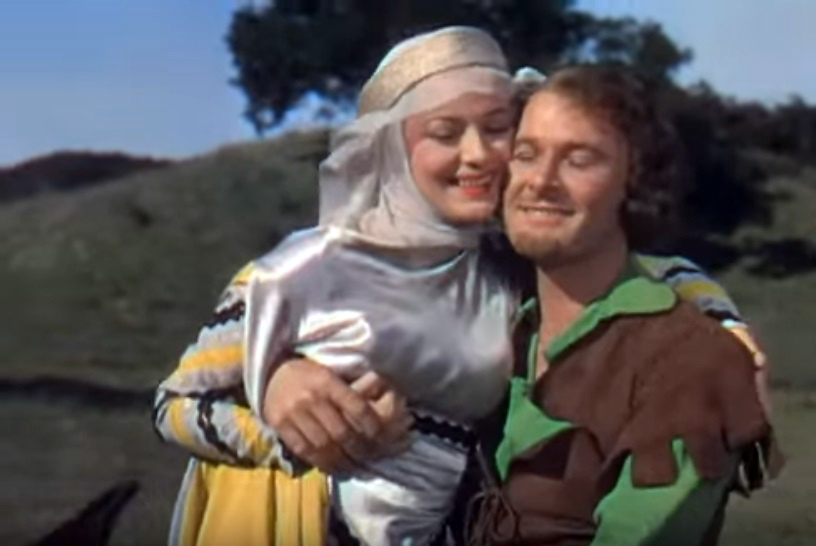
Les Aventures de Robin des Bois (1938) : Olivia de Havilland et Errol Flynn
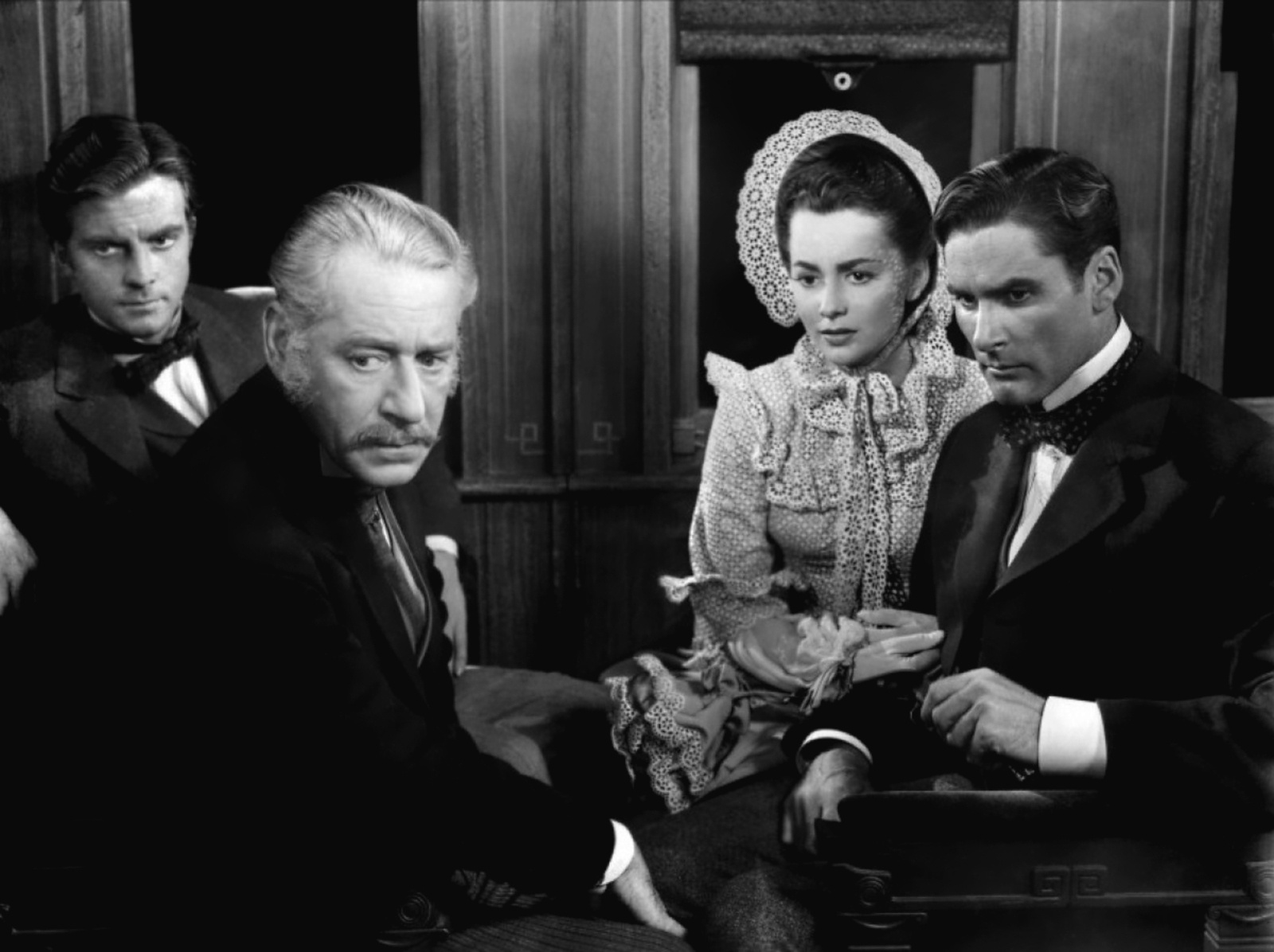
La Piste de Santa Fe (1940) : William Lundigan, Henry O'Neill, Olivia de Havilland et Errol Flynn (de g. à d.)
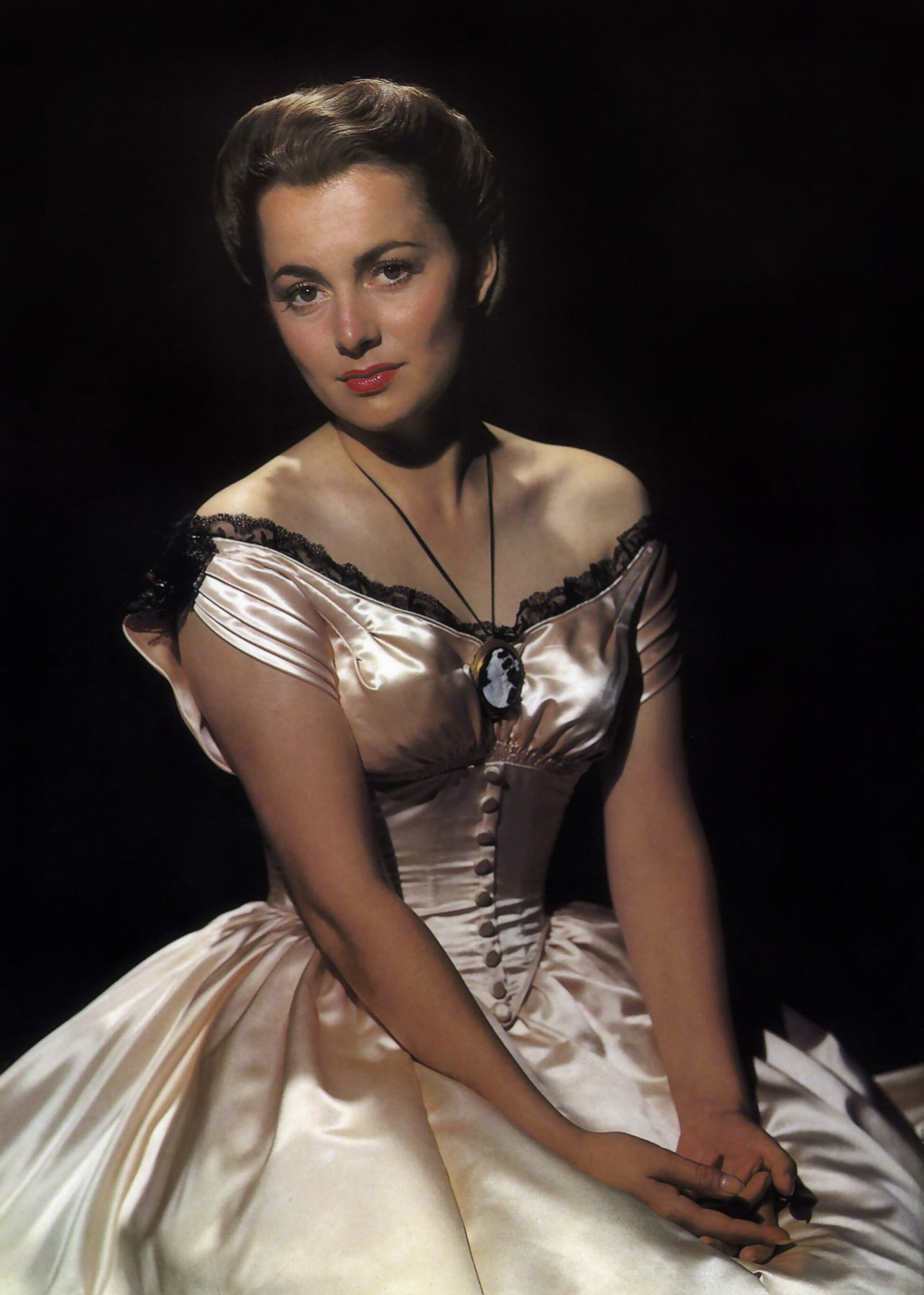
La Piste de Santa Fe (1940) : Olivia de Havilland (photo promotionnelle)
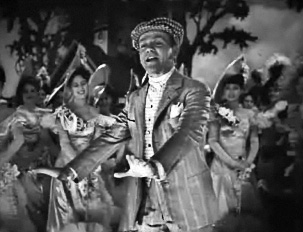
La Glorieuse Parade (1942) : James Cagney et Chorus Girls
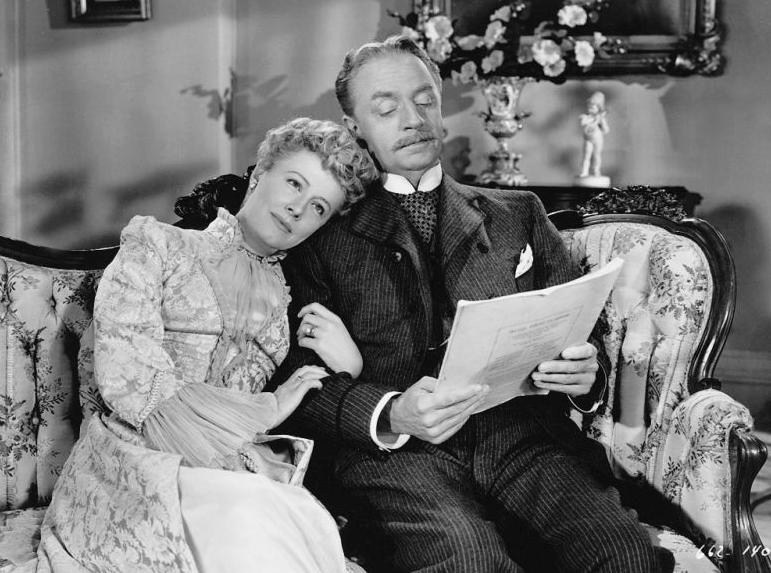
Mon père et nous (1947) : Irene Dunne et William Powell
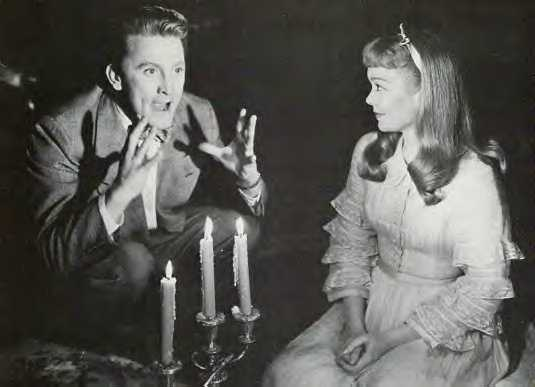
La Ménagerie de verre (1950) : Kirk Douglas et Jane Wyman